# Колода самовитягування

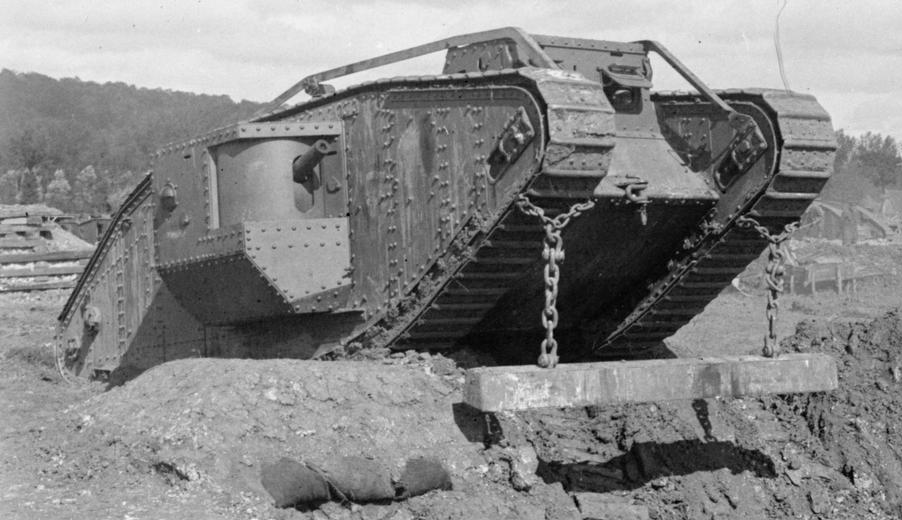
Колода самовитягування танка Mark IV

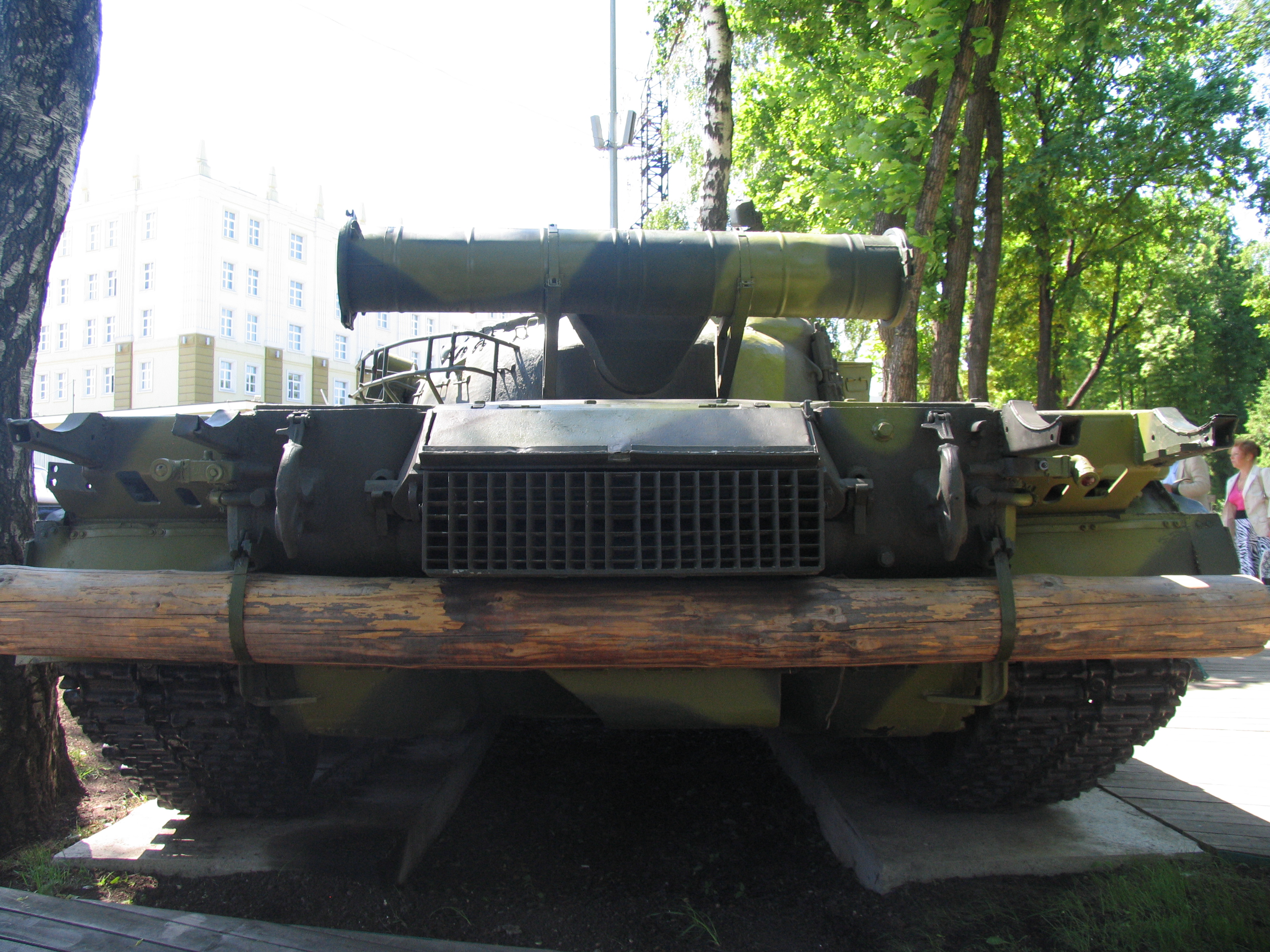
Колода самовитягування танка Т-80

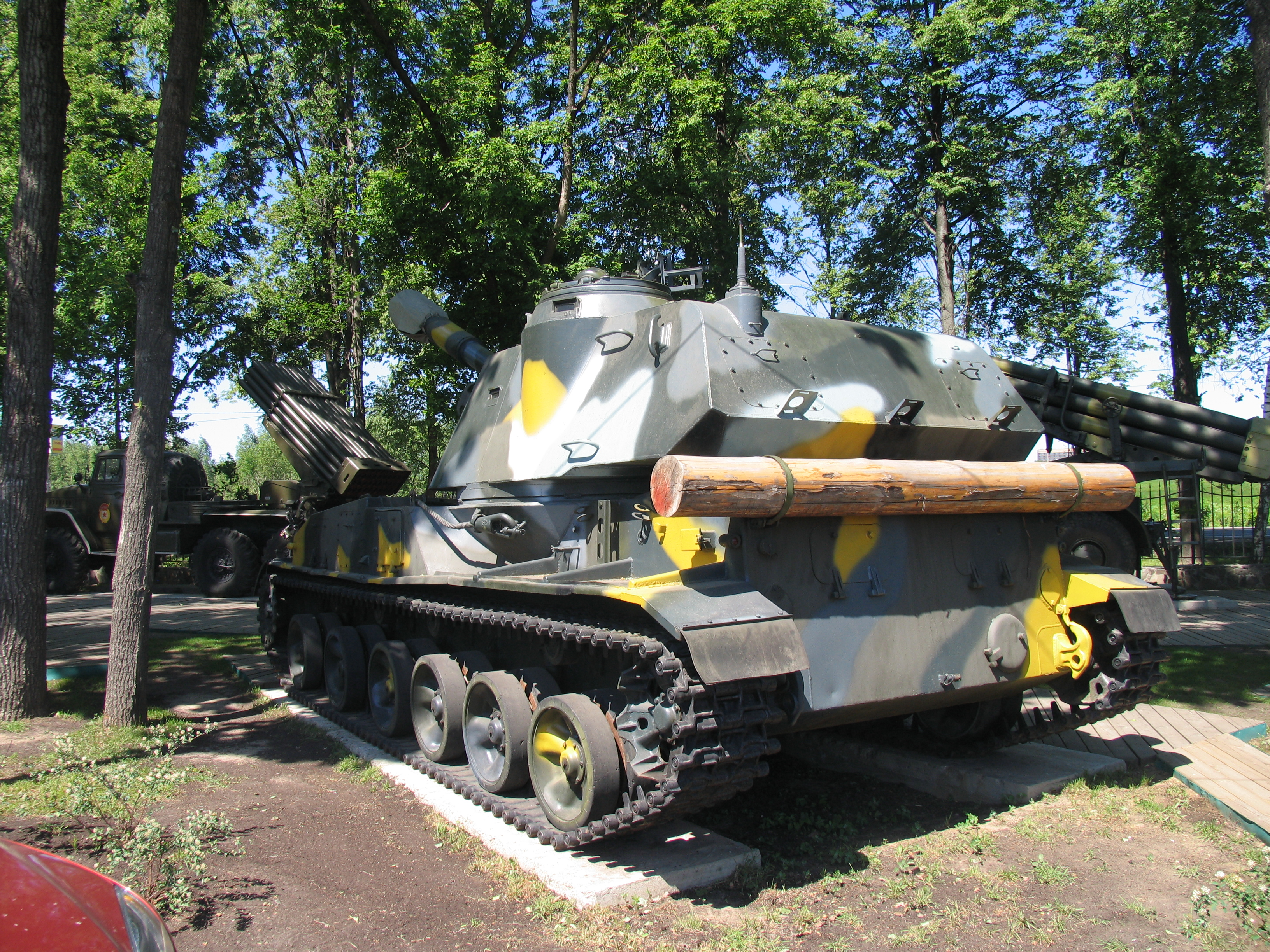
Колода самовитягування 2С3 «Акація»

Колода самовитягування — пристрій для самовитягування гусеничних машин (танків, БМП, всюдиходів тощо), який являє собою простий деревинний стовбур, який завжди знаходиться на машині і входить до складу комплекту ЗІП.

## Будова і застосовування
Колода самовитягання являє собою стовбур дерева 3,5 — 4 м завдовжки, діаметром близько 40 см, який перевозять прикріпленим у кормовій частині машини. Дерево, призначене для колоди, зачищають від кори і покривають камуфлювальною фарбою. У разі застрягання машини в грузькому ґрунті, колода підкладається під гусениці, виконуючи роль своєрідного протиковзального ланцюга. Для витягування гусеничної машини за допомогою колоди необхідно виконати такі дії:
- оглянути місце застрягання і намітити напрям евакуації;
- прикріпити тросами для самовитягування колоду (обвивши її тросом) з боку ведучих або напрямних коліс (попереду чи позаду машини) до нижніх траків таким чином, щоб кінці колоди виступали за гусениці на однакову відстань;
- петлі тросів надіти на цівки траків з внутрішнього боку гусениць;
- перед встановленням колоди вирити для нього ровик на глибину занурення нижньої гілки гусениць;
- запустити двигун, увімкнути першу передачу або передачу заднього ходу і натягнути троси кріплення колоди, загальмовуючи почергово гусениці, при цьому не допускати перекосу колоди;
- за командою плавно, без ривків почати рух на першій передачі або передачі заднього ходу;
- пересуваючись, підтримувати сталу частоту обертання вала двигуна, збільшувати подавання палива з підвищенням навантаження, бути готовим зупинити машину за командою командира і вивести машину на твердий ґрунт.
- У разі великого віддалення машини від твердого ґрунту і за відсутністю матеріалу для настилу колоду треба перезакріпляти кілька разів після того, як вона просунеться з гусеницями до ведучих коліс (у разі пересування заднім ходом)[1].